# Municipio de Buckhorn (condado de Baxter)
El municipio de Buckhorn (en inglés: Buckhorn Township) es un municipio ubicado en el condado de Baxter en el estado estadounidense de Arkansas. En el año 2010 tenía una población de 969 habitantes y una densidad poblacional de 21,7 personas por km².

## Geografía
El municipio de Buckhorn se encuentra ubicado en las coordenadas 36°14′15″N 92°17′29″O / 36.23750, -92.29139. Según la Oficina del Censo de los Estados Unidos, el municipio tiene una superficie total de 44.66 km², de la cual 42,74 km² corresponden a tierra firme y (4,29 %) 1,91 km² es agua.

## Demografía
Según el censo de 2010, había 969 personas residiendo en el municipio de Buckhorn. La densidad de población era de 21,7 hab./km². De los 969 habitantes, el municipio de Buckhorn estaba compuesto por el 97,32 % blancos, el 0,52 % eran amerindios, el 0,21 % eran asiáticos y el 1,96 % eran de una mezcla de razas. Del total de la población el 2,37 % eran hispanos o latinos de cualquier raza.